# Noah Beery (színművész, 1882–1946)
Noah Beery (Kansas City, Missouri, 1882. január 17. – Beverly Hills, Kalifornia, 1946. április 1.) amerikai színész. Wallace Beery (1885–1949) amerikai színész testvére, Noah Beery (1913–1994) amerikai színész apja.

## Életpályája
1882-ben született Kansas Cityben Noah W. Beery rendőrtiszt és Marguarite Beery három fiúgyermekének sorában. Egyik öccse Wallace Beery (1885–1949) később szintén színész lett. 
1898-tól kezdett fellépni a színházban. 1905-től a Broadway-n játszott. Tanulmányai után 1912-ben a színpadról került Hollywoodba statisztának. 1913–1945 között több mint 200 filmben volt látható. Különösen az 1920-as években volt rendkívül népszerű, és 1930-ra érte el karrierje csúcspontját.
Kalandfilmek, háborús történetek nyers, férfias hőse volt.

## Magánélete
1910–1946 között házastársa Marguerite Walker Lindsey színésznő volt. Első gyermekük csecsemőként meghalt. Második fiuk Noah Beery (1913–1994) amerikai színész volt.

## Filmjei
- Zorro jele (1920)
- Omár, a sátorkészítő (Omar the Tentmaker) (1922)
- Noé bárkája (Noah's Ark) (1928)
- Linda (1929)
- A milliomos (The Millionaire) (1931)
- A spanyol kölyök (The Kid from Spain) (1932)
- A nő okozta vesztét (1933)
- Madame Spy (1934)
- Édes Adeline (Sweet Adeline) (1934)
- 'Z' a fekete lovas (1937)

## További információ
- Noah Beery a PORT.hu-n (magyarul)
- Noah Beery az Internet Movie Database-ben (angolul)
- Noah Beery a Rotten Tomatoeson (angolul)

## Fordítás
- Ez a szócikk részben vagy egészben  a   Noah Beery című német Wikipédia-szócikk fordításán alapul.  Az eredeti cikk szerkesztőit annak laptörténete sorolja fel. Ez a jelzés csupán a megfogalmazás eredetét és a szerzői jogokat jelzi, nem szolgál a cikkben szereplő információk forrásmegjelöléseként.